# Tosk, der Gejagte
Tosk, der Gejagte (Originaltitel: Captive Pursuit) ist die sechste Folge der ersten Staffel der US-amerikanischen Science-Fiction-Fernsehserie Star Trek: Deep Space Nine. Sie wurde in den Vereinigten Staaten über Syndication vermarktet und erstmals am 30. Januar 1993 auf verschiedenen Fernsehsendern ausgestrahlt. In Deutschland war sie zum ersten Mal am 20. Februar 1994 in einer synchronisierten Fassung auf Sat.1 zu sehen.

## Handlung
Im Jahr 2369 wird auf der Raumstation Deep Space Nine Aktivität im nahe gelegenen Wurmloch registriert. Ein Schiff kommt heraus und Commander Sisko muss dem misstrauischen Piloten erklären, dass er gerade die halbe Galaxie durchquert hat. Da sein Schiff beschädigt ist, gestattet Sisko, dass er für die Reparatur andocken darf. Chefingenieur Miles O’Brien soll ihn unterstützen und zugleich formell begrüßen, denn bei dem Fremden handelt es sich um den ersten Besucher aus dem Gamma-Quadranten, wo sich das andere Ende des Wurmlochs befindet.
Als O’Brien das Schiff betritt, erscheint es leer, doch der Pilot hatte sich nur getarnt, weil er zunächst abschätzen wollte, ob er O’Brien trauen kann. Er stellt sich als Tosk vor, kann aber nicht genau sagen, ob das sein persönlicher Name oder der seiner Spezies ist. Er gestattet O’Brien, sein Schiff zu reparieren, zunächst machen die beiden aber einen Rundgang durch die Station. Tosk bekommt ein Quartier zugewiesen. Als er dort alleine ist, informiert er sich über den Aufbewahrungsort der Waffen. O’Brien findet heraus, dass Tosks Schiff durch Beschuss beschädigt wurde. Später verbringt er wieder seine Freizeit mit Tosk. Der ist erstaunt über die für ihn fremden Sitten der Menschen. Selbst dass Konzept Freizeit ist neu für ihn, ebenso erstaunt ihn, dass Menschen acht Stunden am Tag schlafen, während er nur 17 Minuten benötigt. Als Tosk wieder allein ist, versucht er, sich Zugang zu einem Waffenschrank zu verschaffen. Sicherheitschef Odo erwischt ihn jedoch dabei und sperrt ihn in eine Zelle. Für Sisko ist klar, dass Tosk vor irgendjemandem auf der Flucht ist, doch als er zur Rede gestellt wird, antwortet er nur kryptisch, er sei Tosk.
Kurz darauf kommt ein zweites Schiff durch das Wurmloch. Drei fremde Wesen beamen auf die Station und stürmen auf Tosks Zelle zu. Der Sicherheitsdienst versucht sie aufzuhalten und es kommt zu einem Feuergefecht. Schließlich gelingt es einem der Fremden, zu Tosk vorzudringen. Sisko will die Situation erklären. Der Fremde offenbart ihm, dass er und seine Leute Jäger sind und Tosk ihre Beute. Dass er sich gefangen nehmen ließ, empfinden sie als große Enttäuschung. Sie verlangen seine Herausgabe, um ihn in Schande zurück in die Heimat zu bringen. Sisko möchte diese Forderung nicht ohne weiteres erfüllen. Er hält es für verwerflich, andere intelligente Lebewesen zu jagen. Der Jäger erklärt, dies sei ihre Kultur und Tosk sei einzig zu diesem Zweck genetisch erschaffen worden. Er verspricht außerdem, dass diese Seite des Wurmlochs für zukünftige Jagden tabu sein soll.
Sisko ist bereit, Tosk Asyl zu gewähren, allerdings müsste er dazu darum bitten. Trotz O’Briens Zureden kommt es Tosk nicht in den Sinn, um Hilfe zu bitten, denn er akzeptiert die Rolle, die er in der Jagd zu spielen hat. Sisko bleibt damit keine Wahl, als ihn auszuliefern. O’Brien kommt im letzten Moment eine Idee: Wenn er Tosk schon nicht retten kann, kann er zumindest die Regeln des Spiels ändern und ihm eine zweite Chance ermöglichen. Als Odo Tosk den Jägern übergeben will, behauptet O’Brien, er müsse auf Siskos Befehl an Odos Stelle Tosk übergeben. Zuvor hat er heimlich das Energiesystem der Luftschleuse überlastet, an der das Schiff der Jäger angedockt ist. Als der Anführer der Jäger mit seinem Gefangenen eintreten will, wird er durch eine Entladung außer Gefecht gesetzt. O’Brien flieht mit Tosk zu dessen Schiff. Die anderen Führungsoffiziere haben sein falsches Spiel mittlerweile durchschaut. Odo will O’Brien aufhalten, Sisko weist ihn aber an, sich dabei ruhig etwas Zeit zu lassen.
Die Jäger versuchen, Tosks Flucht zu verhindern, doch der kann sie überwältigen und erreicht sein Schiff. Er und O’Brien verabschieden sich, dann fliegt er fort und die Jagd geht weiter. O’Brien muss sich nun vor Sisko verantworten. Der ist wütend, weil durch O’Briens eigenmächtiges Handeln der erste Kontakt mit einer Spezies aus dem Gamma-Quadranten gründlich fehlgeschlagen ist. O’Brien sieht sein Fehlverhalten ein, lässt aber durchblicken, dass er gemerkt hat, dass Sisko ihn durch das Ausbleiben von Sicherheitsmaßnahmen heimlich bei seinem Plan unterstützt hat.

## Verbindungen zu anderen Star-Trek-Produktionen
Einige Elemente aus dieser Folge wurden in späteren Star-Trek-Produktionen wieder aufgegriffen:
- Tosk wurde genetisch gezüchtet, um einem einzigen Zweck zu dienen – gejagt zu werden. Mit den Jem’Hadar wurde in der zweiten Staffel von Star Trek: Deep Space Nine eine weitere Spezies mit einer ähnlichen Hintergrundgeschichte eingeführt. Sie wurden allerdings gezüchtet, um zu kämpfen.
- Mit den Hirogen wurde in der Serie Star Trek: Raumschiff Voyager eine weitere Spezies eingeführt, in deren Kultur die Jagd eine zentrale Rolle spielt.

## Produktion

### Drehbuch
Der Arbeitstitel der Folge lautete „A Matter of Breeding“.
Die Idee zu dieser Folge kam Ira Steven Behr und Peter Allan Fields im Juni 1992 während eines Brainstormings für die ersten Folgen von Star Trek: Deep Space Nine.
Die Geschichte ist inspiriert von Richard Connells Kurzgeschichte Das grausamste Spiel von 1924, die 1932 als Graf Zaroff – Genie des Bösen erstmals verfilmt wurde.

### Darsteller
Die Hauptfigur Jake Sisko (Cirroc Lofton) hat in dieser Folge keinen Auftritt.
Gerrit Graham, Darsteller des Tosk-Jägers, spielte auch Quinn in Folge 2.18 (Todessehnsucht) von Star Trek: Raumschiff Voyager.
Scott MacDonald hat hier als Tosk seinen ersten Auftritt im Star-Trek-Franchise und seinen ersten Auftritt in einer Film- oder Fernsehproduktion überhaupt. In den Star-Trek-Serien spielte er später noch den Romulaner N’Vek in Folge 6.14 (Das Gesicht des Feindes) von Raumschiff Enterprise – Das nächste Jahrhundert, Fähnrich Rollins im Pilotfilm Der Fürsorger von Star Trek: Raumschiff Voyager und einen Jem’Hadar in Folge 4.04 (Der Hippokratische Eid) von Star Trek: Deep Space Nine. In der dritten Staffel von Star Trek: Enterprise spielte er in acht Folgen die wiederkehrende Nebenfigur des Xindi-Reptilianers Dolim.

### Maske
Tosks Maske wurde von Michael Westmore nach dem Vorbild eines Alligators entworfen.

### Modelle
Für Tosks Schiff wurde das Modell eines vulkanischen Raumschiffs aus Folge 5.08 (Wiedervereinigung? Teil II) von Raumschiff Enterprise – Das nächste Jahrhundert wiederverwendet.
Für das Schiff der Jäger wurde das modifizierte Modell des tarellianischen Raumschiffs aus Folge 1.11 (Die Frau seiner Träume) von Raumschiff Enterprise – Das nächste Jahrhundert wiederverwendet.

## Rezeption
Die Folge wurde 1993 mit einem Primetime Emmy Award in der Kategorie „Beste Einzelleistung im Make-up für eine Serie“ ausgezeichnet.
Die Firma Playmates Toys inkludierte Tosk in ihre 1995 herausgebrachte Serie von Star-Trek-Action-Figuren.
Keith DeCandido bewertete Tosk, der Gejagte 2013 auf tor.com als eine gute Folge von Star Trek: Deep Space Nine. Er fand die Darstellung von Tosk und seinen Jägern sehr gelungen und schätzte es, dass die Folge kein moralisches Urteil über ihre Kultur fällt. Er hob die Schauspielleistung von Scott MacDonald und Colm Meaney lobend hervor. Negativ empfand DeCandido lediglich die Eröffnungsszene mit Sarda, da sie in der restlichen Folge keine Rolle mehr spielt.